# Nighthawks (álbum)
Nighthawks es el único álbum de estudio del dúo estadounidense de hip hop Nighthawks, el cual consiste en los raperos Cage y Camu Tao. Fue publicado el 26 de noviembre de 2002, bajo el sello Eastern Conference Records. El álbum es un álbum conceptual de ópera rap. 

## Antecedentes
Nighthawks nació del amor de Cage por las películas policiales. Pone a Cage y Camu Tao en los personajes de los detectives de policía ficticios "Deke DaSilva" y "Matthew Fox". El álbum fue creado en un atracón creativo de una semana.

## Lista de canciones
| N.º | Título                               | Producer               | Duración |  |
| 1.  | «The Briefing»                       | DJ Mighty Mi           | 0:51     |  |
| 2.  | «N.R.A»                              | Camu Tao, DJ Mighty Mi | 4:30     |  |
| 3.  | «The Trailor» (con Tame One)         | Camu Tao, DJ Mighty Mi | 4:42     |  |
| 4.  | «Cop Hell»                           | DJ Mighty Mi           | 3:52     |  |
| 5.  | «Strip Search (Skit)»                | DJ Mighty Mi           | 0:37     |  |
| 6.  | «Keep The City Up»                   | Camu Tao, DJ Mighty Mi | 3:51     |  |
| 7.  | «Car Chase» (con Metro)              | Camu Tao               | 3:07     |  |
| 8.  | «NY.PD (Skit)»                       | DJ Mighty Mi           | 1:41     |  |
| 9.  | «Count Crackula» (con Space)         | DJ Trueskillz          | 3:55     |  |
| 10. | «Nighthawks»                         | Camu Tao               | 4:14     |  |
| 11. | «Let 'Em Go Matt (Skit)»             | DJ Mighty Mi           | 0:38     |  |
| 12. | «P.C. (Police Crime)»                | DJ Mighty Mi           | 3:15     |  |
| 13. | «Bomb Beach» (con The High & Mighty) | DJ Mighty Mi           | 2:14     |  |
| 14. | «Street Poly»                        | Camu Tao               | 4:08     |  |